# Busto del Salvatore
Il busto del Salvatore (anche noto come Salvator mundi) è l'ultima scultura di mano dello scultore barocco Gian Lorenzo Bernini, eseguita a Roma nel 1679, quando l'artista aveva ormai ottant'anni, e da lui lasciata in testamento all'amica e committente, la regina Cristina di Svezia.
Passato agli Odescalchi, se ne persero le tracce negli inventari dalla fine del Settecento. È stato a lungo considerato perduto, ma dal 1972 si sono susseguite alcune proposte attributive variamente discusse. La maggioranza della critica, con l'importante eccezione di Tomaso Montanari, riconosce oggi l'originale berniniano nel busto conservato presso la Basilica di San Sebastiano fuori le mura, proveniente dall'annesso convento, dove rimase fuori dall'attenzione degli studiosi fino ai primi anni Duemila. 

## Storia
L'opera, secondo i biografi, fu eseguita negli ultimi anni di vita dell'artista. Fu notata da Nicodemus Tessin il giovane durante il suo soggiorno romano del 1687-1688 nel palazzo abitato dalla regina Cristina di Svezia; quando la regina morì, nel 1689, lasciò il busto a papa Innocenzo XI. Nel 1713 è citato in un inventario di Palazzo Odescalchi:
(Rudolf Wittkower - Heinrich Brauer, Die Zeichnungen des Gianlorenzo Bernini, 1931, p. 179, n.1)
 A fine XVIII secolo se ne persero le tracce.
Si conosce l'esistenza di una copia che fu commissionata a un amico e aspirante biografo del Bernini, Pierre Cureau de la Chambre, conosciuto dall'artista durante il suo soggiorno parigino del 1665, abate di Saint Barthélemy, chiesa nella quale fu collocata dopo la morte di Bernini. Saint Barthélemy fu distrutta durante la Rivoluzione francese e anche di questa copia si persero le tracce.
Un'indicazione attendibile sul busto originale è un disegno preparatorio di Bernini, Studio per il busto del Salvatore, conservato all'Istituto nazionale per la grafica di Roma, nel Fondo Corsini.

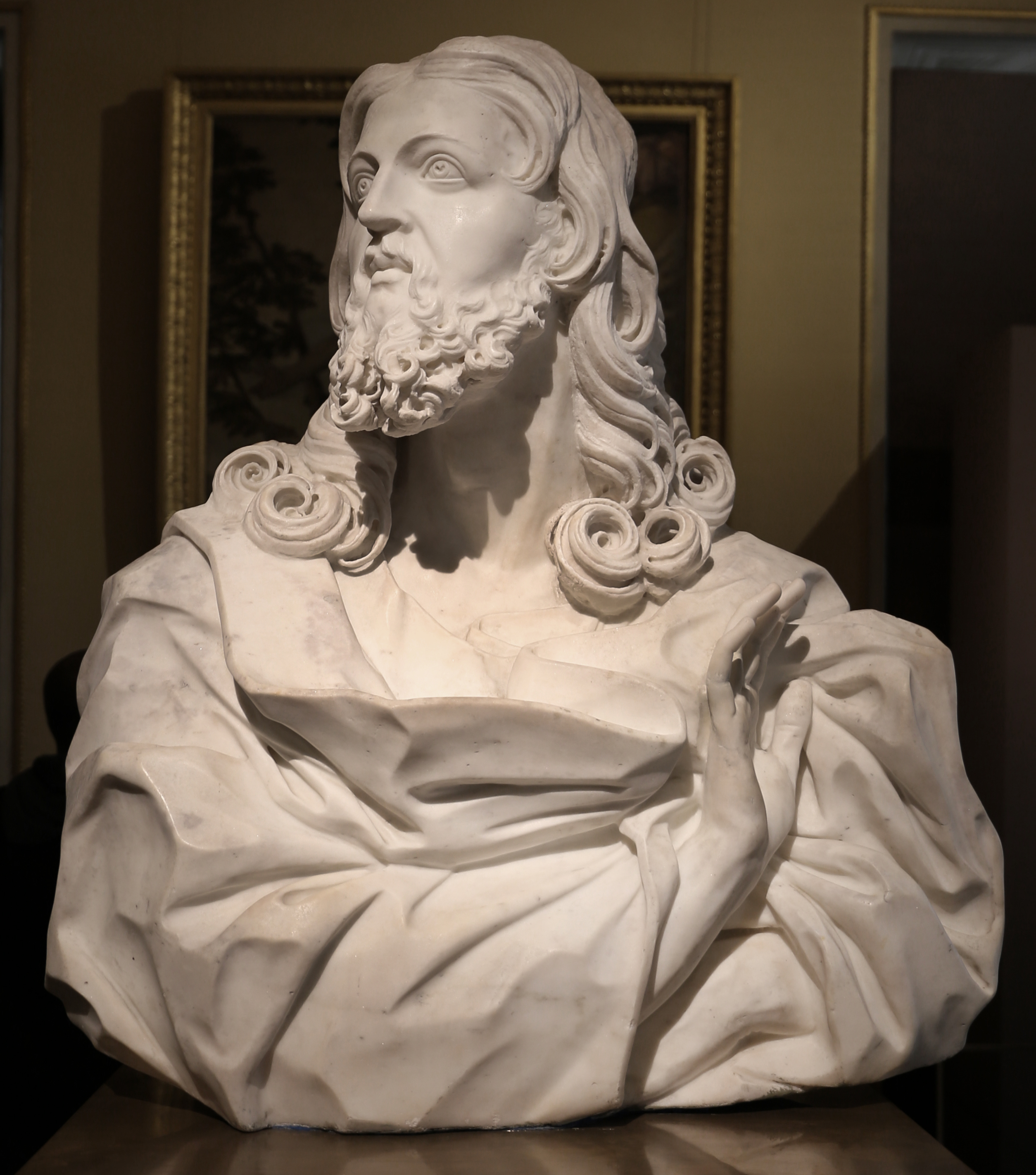
Il Salvator Mundi del Chrysler Museum di Norfolk

Nel 1972 lo studioso americano Irving Lavin, professore di Storia dell'arte presso l'Institute for Advanced Studies di Princeton, in un saggio apparso sulla rivista Art Bulletin, riferisce della presenza del busto presso il Chrysler Museum di Norfolk. Egli scrive: «un busto in marmo raffigurante il Cristo benedicente che corrisponde così perfettamente alle descrizioni delle fonti e al disegno Corsini che potrebbe essere identificato sia con la copia di Cureau sia con l'originale». Lo studioso ammette una certa goffaggine dell'opera rispetto alle caratteristiche berniniane, definendola «sbagliata», ma ne giustifica i difetti sia con la tarda età dell'artista sia con i problemi al braccio destro che afflissero il Bernini nell'ultimo parte della sua vita. Lavin conclude: «questi elementi, che apparentemente la farebbero escludere, testimoniano l'autenticità della scultura di Norfolk, se consideriamo il soggetto e le particolari circostanze nelle quali il Salvatore è stato creato». Salvo qualche eccezione, in quel momento l'ipotesi di Lavin fu accolta unanimemente dalla critica.

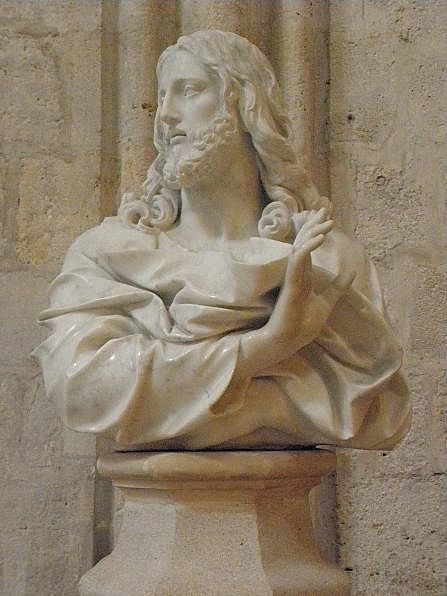
Il busto della cattedrale di Sées

L'anno dopo, nel 1973, pare essere individuata anche la copia del busto custodita nella cattedrale di Sées, a Orne in Normandia. Agli inizi degli anni 1970, dunque, si era ragionevolmente certi di aver individuato negli Stati Uniti il Salvator mundi originale e in Francia una sua copia.
In seguito, nel 1999, alcuni critici proposero come originale il busto della Cattedrale di Sées, per il quale, anche se di qualità superiore alla versione del Chrysler Museum, sia il tipo di marmo usato sia le caratteristiche stilistiche indicherebbero però un autore di provenienza francese, che ha liberamente interpretato in chiave classicheggiante il modello creato da Bernini.
Nel 2001 il busto di San Sebastiano fuori le mura apparve riprodotto in fotografia nel catalogo di una mostra su papa Clemente XI Albani, con l'attribuzione allo scultore palermitano Pietro Papaleo, autore degli stucchi della cappella Albani nella basilica. Il riconoscimento dell'opera in fotografia si deve a Francesco Petrucci, che la studiò poi nel 2002 insieme a Maurizio Fagiolo dell'Arco; nel 2003 l'attribuzione fu accettata dal Lavin, che rivide dunque quella da lui avanzata trent'anni prima, e negli anni successivi da molti altri specialisti del settore.
La scultura in San Sebastiano presenta i caratteri stilistici barocchi propri della tarda produzione di Bernini e corrisponde pienamente alle antiche descrizioni, sia nelle dimensioni (colossali: «mezza figura maggiore del naturale») sia nella materia del piedistallo, in diaspro di Sicilia. Sulla provenienza, anche se le notizie sulla Basilica di San Sebastiano dall'Ottocento ad oggi sono molto lacunose, è sicuro che prima del 1960 l'opera si trovava nella sagrestia della Cappella Albani e non nel convento annesso. Un'importante traccia su come possa esservi giunta è costituita da un inventario di Palazzo Albani a Roma del 1851 circa, ove si cita un busto del Salvatore che per dimensioni e materia sembra essere quello di Bernini. Le parentele strette tra le famiglie papali romane potrebbero spiegare il passaggio da Palazzo Odescalchi a Palazzo Albani. In questo caso sarebbero stati gli stessi Chigi, cugini ed eredi della famiglia Albani estintasi nel suo ramo principale nel 1852, a destinare la scultura alla sagrestia della cappella funeraria della famiglia in San Sebastiano fuori le Mura, dove è rimasta fino a quando è stata spostata all'interno dell'attiguo convento.
Il 25 gennaio 2019 la fotografa Daniela di Sarra, curatrice della mostra Fratello Sole - Sorella Luna, suggerì che l'autore si sarebbe ispirato al Volto di Gesù rappresentato nella Sindone. L'ipotesi trovò una larga condivisione di pubblico e critica.
Dal 12 aprile al 31 agosto 2023 è stato esposto all'interno della sala partenze del terminal 1 dell'aeroporto di Roma-Fiumicino.

## Descrizione
Gesù Cristo, il Salvatore, è raffigurato «più grande del naturale» (103 cm) con la mano destra leggermente sollevata, come in atto di benedire. Bernini attribuiva particolare importanza a questo «divino simulacro» che egli chiamava il suo «beniamino», cui dedicò «tutti gli sforzi della sua cristiana pietà e dell'arte medesima». Dai contemporanei fu considerata un'opera straordinaria degno testamento dell'eccezionale carriera dell'artista. Per Bernini l'opera mancava «di vivacità e tenerezza e delle altre buone qualità dell'operar suo» a causa dell'età avanzata.